# Афрички слонови
Афрички слонови (лат. Loxodonta) су род из породице слонова распрострањен широм Африке. Поред две живеће врсте укључује и већи број изумрлих. Две живеће врсте су у прошлости сматране за једну јединствену врсту која се звала афрички слон, али анализе ДНК извршене 2010. показале су да су то две различите врсте, које су се раздвојиле пре 2–7 милиона година.
Разлика између ове две врсте је између осталог у томе што афрички шумски слон живи у прашумама Африке, док афрички савански слон живи у саванама.

## Класификација
Афрички слонови (лат. Loxodonta):
- Афрички савански слон (L. africana)
  - Северноафрички слон (L. a. pharaohensis)
- Афрички шумски слон (L. cyclotis)
- †L. adaurora
  - †L. a. adaurora
  - †L. a. kararae
- †L. atlantica
  - †L. a. atlantica
  - †L. a. angammensis
- †L. exoptata